# 北軍

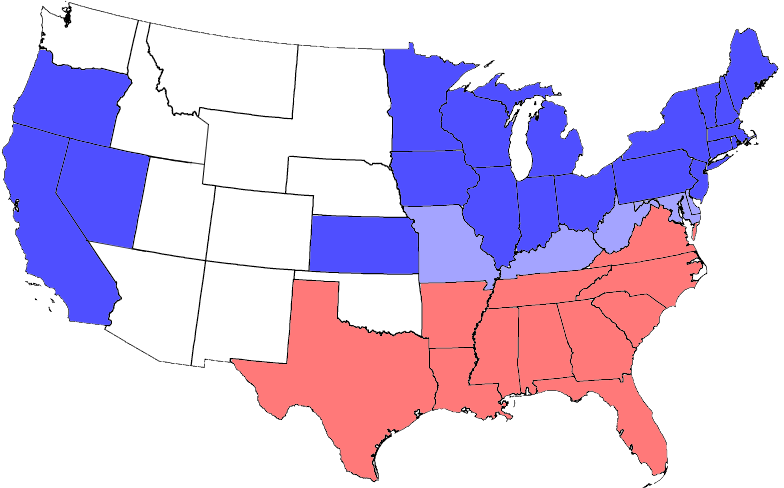
南北戦争時の地図。青はアメリカ合衆国諸州（戦時中に認められたものも含む。）。水色は境界州。赤はアメリカ連合国諸州。白は戦前、戦中に州に昇格していない領域。

南北戦争当時、南部の11奴隷州がアメリカ合衆国から脱退し、アメリカ連合国の独立を宣言した。引き続きアメリカ合衆国にとどまった諸州は、アメリカ連合国よりも北に位置したため、その軍隊（陸軍・海軍）を日本語では北軍（ほくぐん）という。アメリカ連合国に対峙した、当時のアメリカ合衆国の代名詞としても使われている。
アメリカ史では北軍・南軍という用語の代わりに、この時代のアメリカ合衆国を特にユニオン（Union）、その軍隊をユニオン軍という。ユニオンは20の自由州と5つの境界州から成った。ユニオンは西部のカリフォルニア州、オレゴン州、ネバダ州（1864年以降）を含み、中西部の州も含まれたが、一般には「北部」と呼ばれた。

## 概観
法的に「Union」の用語は連合規約の「Perpetual Union（永遠の連合）」から来たものである。また、当時も今も合衆国の公共の対話では、新しい州は「 admitted to the Union」（連合に認められた）とのように表現され、そして大統領の議会および国民に対する一般教書演説は「State of the Union address」と表現される。南北戦争前でさえ「preserve the Union」（連合を維持する）のフレーズは一般的なものであり、「 union of states」（州の連合）はアメリカ合衆国全体を指すものとして使用されていた。非分離論者側が使用する「Union」の用語は、既存の国家の継続として合法性を持つものとしての意味があった。
南北戦争の間、連邦政府に忠実な人々および境界州、南部州に居住する反脱退論者は「Unionists」（ユニオニスト）と呼ばれた。南部同盟の軍人達はしばしば彼らを「ホームメード・ヤンキース」と呼んだ。しかしながら、南部のユニオニストは必ずしも北部と同調して脱退に反対するのではなく、実際には南部同盟を支持した。
それでも、およそ12万人の南部のユニオニストが南北戦争の間、北軍に加わって従軍した。そして、ユニオニスト連隊はあらゆる南部州で立ち上げられた。南部のユニオニストは反ゲリラ部隊として、北軍によって占領された連合国領域を管理するために手広く使用された。南北戦争以来「北 」（Northern）という用語はユニオンと同義として広く使用されている。「ユニオン」は通常「合衆国」（United States）が紛らわしい状態、「連邦」（ Federal）が曖昧な状態、または「ヤンキー」（Yankee）が時代遅れ、軽蔑的な場合で使われる。
ユニオンは対する南部同盟と比較すると、工業化が進み、南部よりもずっと市街化されていた。北部州は南部州のおよそ5倍の白人人口を擁した（北部2,300万、南部500万）。人口と産業における優位性が南北戦争における北軍の勝利の重大な要素であった。

## 北部諸州
アメリカ合衆国にとどまった州は以下の通り：
- カリフォルニア州
- コネチカット州
- デラウェア州*
- イリノイ州
- インディアナ州

- アイオワ州
- カンザス州
- ケンタッキー州*
- メイン州
- メリーランド州*

- マサチューセッツ州
- ミシガン州
- ミネソタ州
- ミズーリ州*
- ネバダ州

- ニューハンプシャー州
- ニューヨーク州
- ニュージャージー州
- オハイオ州
- オレゴン州

- ペンシルベニア州
- ロードアイランド州
- バーモント州
- ウェストバージニア州*
- ウィスコンシン州

* 境界州：ケンタッキーとミズーリでは、親脱退派が南部への賛意を表明し、連合国への参加を宣言したが、北部と南部それぞれに参加を宣言した勢力が存在した。
ワシントンD.C.はアメリカ合衆国連邦政府直轄地であるため従って北軍アメリカ合衆国に留まることとなった。開戦時点では境界州の如く奴隷制度が存続していたが、戦時中の1862年4月16日に奴隷制度廃止となった。
カンザスは脱退の危機が始まった後の1861年1月29日に北部へ加わったが、サムター要塞の戦いの前であった。ウェストバージニアはバージニアから分離し、1863年6月20日に北部に加わった。ネバダも戦時中に北部に加わり、1864年10月31日に州に昇格した。現在ネバダ南部の部分はニューメキシコ準州の一部であった。

## 注
1. ↑  “Second Inaugural Address of Abraham Lincoln”. 2011年8月13日閲覧。
2. ↑  かつて日本ではアメリカ連合国を南部連盟と呼び習わしていたが、連合国と連盟の原語はどちらも「Confederacy/Confederation」であり、「Union」の日本語は通常「連合」であることから、混乱を避けるため、北軍を言い換える際には「連合軍」という訳語を用いず「ユニオン軍」とする。
3. ↑  Today in History: January 29
4. ↑  
Kansas Seal

## 参照
- Current, Richard N. (1994). Lincoln's Loyalists: Union Soldiers from the Confederacy. Oxford, England: Oxford University Press. ISBN 0-19-508465-9
- Mackey, Robert R. (2004). The UnCivil War: Irregular Warfare in the Upper South. Norman, OK: University of Oklahoma Press. ISBN 0-8061-3624-3